# Dick Calkins
Dick Calkins (1895 - 12 de mayo de 1962), quien a menudo firmó su obra como Lt. Dick Calkins, fue un artista de tiras cómicas estadounidense, conocido sobre todo por ser el primer artista que dibujó la tira cómica de Buck Rogers. Calkins sirvió como el artista para esta serie desde enero de 1929 hasta noviembre de 1947.

## Algunas publicaciones
- Buck Rogers in the 25th Century, v. Three 1932-1934: The Complete Newspaper Dailies. Neshannock, Pa.: Hermes Press, 2010.
- Buck Rogers in the 25th Century, v. Two 1930-1932: The Complete Newspaper Dailies. Neshannock, Pa.: Hermes Press, 2009.
- Buck Rogers in the 25th Century, v. One 1929-1930: The Complete Newspaper Dailies. Neshannock, Pa.: Hermes Press, 2009.
- Buck Rogers 25th century: Featuring Buddy and Allura in "Strange Adventures in the Spider Ship". Bedford, Mass. Applewood Books, 1994.
- The Collected Works of Buck Rogers in the 25th Century. New York: Chelsea House, 1980.
- Buck Rogers, 25th century A.D. Ann Arbor, Mich.: E.M. Aprill, 1971.
- Buck Rogers and the Super-Dwarf of Space. Racine, Wisc.: Whitman, 1943.
- Buck Rogers 25th century A.D. vs. the Fiend of Space. Racine, Wisc.: Whitman, 1940.
- Skyroads with Clipper Williams of the Flying Legion. Racine, Wisc.: Whitman, 1938.
- Skyroads with Hurricane Hawk. Racine, Wisc.: Whitman, 1936.
- The Story of Buck Rogers on the Planetoid Eros. Racine, Wisc.: Whitman, 1936.
- Buck Rogers 25th Century: Strange Adventures in the Spider-Ship with Three Pop-ups, Pleasure Books, Inc., Chicago, 1935.
- Buck Rogers in the City of Floating Globes. Racine, Wisc. Whitman, 1935.
- Buck Rogers 25th century A.D. and the Depth Men of Jupiter. Racine, Wisc.: Whitman, 1935.
- Buck Rogers on the Moons of Saturn. Racine, Wisc.: Whitman, 1934.
- Buck Rogers in the Dangerous Mission, With "Pop-Up" Picture. New York: Blue Ribbon Press, 1934.
- Buck Rogers in the City Below the Sea. Racine, Wisc.: Whitman, 1934.
- Uncle Bob's Story Book. Chicago: Jordan, 1926.